# Barbus
Barbus (de la latina barba = barbă) sau mrenele este un gen de pești din familia ciprinidelor de dimensiuni mici și mijlocii care trăiesc în apele dulci în apropierea fundurilor lacurilor, râurilor mari cu ape lent curgătoare și râurilor de deal. Au patru mustăți, dintre care o pereche la colțurile gurii, alta pe vârful botului. Gura este inferioară, semilunară, cu buzele bine dezvoltate. Botul este lung, dinții faringieni dispuși pe 3 rânduri. Ultima radie neramificată a înotătoarei dorsale, este îngroșată și de obicei prevăzută cu zimți puternici. Înotătoarea anală fără țep. Tubul digestiv scurt, de 1,5-3,0 ori mai lung decât corpul. Specii fosile se cunosc din Miocen.

## Speciile din Europa și arealul lor
- Barbus balcanicus  – Albania, Austria, Bosnia și Herțegovina, Bulgaria, Croația, Grecia, Ungaria, Italia, Macedonia, fosta Republică Iugoslavă, Muntenegru, România, Serbia; Slovenia
- Barbus barbus – Andorra, Austria, Belarus, Belgia, Bosnia și Herțegovina, Bulgaria, Croația, Republica Cehă, Franța, Germania, Ungaria, Italia, Letonia, Liechtenstein, Lituania, Luxemburg, Macedonia, fosta Republică Iugoslavă, Republica Moldova, Muntenegru, Olanda, Polonia , România, Federația Rusă, Serbia, Slovacia, Slovenia, Spania, Elveția, Ucraina, Marea Britanie
- Barbus bergi – Bulgaria, Turcia
- Barbus borysthenicus – Ucraina, Rusia, Republica Moldova, România (?)
- Barbus caninus – Italia, Elveția
- Barbus carpathicus   – Republica Cehă, Ungaria, Polonia, România, Slovacia, Ucraina
- Barbus ciscaucasicus – Azerbaidjan, Georgia, Federația Rusă
- Barbus cyclolepis  – Bulgaria, Grecia, Turcia
- Barbus euboicus  – Grecia
- Barbus haasi – Spania
- Barbus kubanicus – Federația Rusă
- Barbus macedonicus  – Grecia, Macedonia, fosta Republică Iugoslavă
- Barbus meridionalis  – Franța, Spania
- Barbus peloponnesius  – Grecia
- Barbus pergamonensis – Grecia, Turcia
- Barbus petenyi – Bulgaria, România
- Barbus plebejus – Croația, Italia, Slovenia, Elveția, Turcia
- Barbus prespensis – Albania, Grecia, Macedonia, fosta Republică Iugoslavă
- Barbus rebeli – Albania, Macedonia, fosta Republică Iugoslavă, Muntenegru, Serbia
- Barbus sperchiensis  – Grecia
- Barbus strumicae – Bulgaria, Grecia, Macedonia, fosta Republică Iugoslavă, Serbia
- Barbus tauricus – Ucraina
- Barbus tyberinus – Italia
- Barbus waleckii  – Polonia, Slovacia, Ucraina

## Speciile din România
- Barbus balcanicus, Kotlík, Tsigenopoulos, Ráb & Berrebi, 2002  = Mreană balcanică
- Barbus barbus (Linnaeus, 1758),  sinonim Barbus barbus barbus, (Linnaeus, 1758)  = Mreană
- Barbus petenyi, Heckel, 1852, sinonim Barbus meridionalis petenyi, Heckel, 1852 = Mreană vânătă, moioaga
- Barbus carpathicus, Kotlík, Tsigenopoulos, Ráb & Berrebi, 2002 = Mreană carpatică
- Barbus borysthenicus Dybowski, 1862, sinonim Barbus barbus borysthenicus Dybowski, 1862 = Mreana de Nipru

## Speciile din Republica Moldova
- Barbus barbus (Linnaeus, 1758),  sinonim Barbus barbus barbus, (Linnaeus, 1758)  = Mreană
- Barbus petenyi, Heckel, 1852, sinonim Barbus meridionalis petenyi, Heckel, 1852 = Mreană vânătă, mreană pătată, moioaga
- Barbus borysthenicus Dybowski, 1862, sinonim Barbus barbus borysthenicus Dybowski, 1862 = Mreana de Nipru

## Specii
Sunt descrise circa 311 specii
| - Barbus ablabes (Bleeker, 1863) - Barbus aboinensis Boulenger, 1911 - Barbus acuticeps Matthes, 1959 - Barbus afrohamiltoni Crass, 1960 - Barbus afrovernayi Nichols & Boulton (fi), 1927 - Barbus albanicus Steindachner, 1870 - Barbus aliciae Bigorne & Lévêque, 1993 - Barbus alluaudi Pellegrin, 1909 - Barbus aloyi Román, 1971 - Barbus altianalis Boulenger, 1900 - Barbus altidorsalis Boulenger, 1908 - Barbus amanpoae J. G. Lambert, 1961 - Barbus amatolicus P. H. Skelton, 1990 - Barbus andrewi Barnard, 1937 - Barbus anema Boulenger, 1903 - Barbus annectens Gilchrist & W. W. Thompson, 1917 - Barbus anniae Lévêque, 1983 - Barbus anoplus M. C. W. Weber, 1897 - Barbus ansorgii Boulenger, 1904 - Barbus apleurogramma Boulenger, 1911 - Barbus arabicus Trewavas, 1941 - Barbus arambourgi Pellegrin, 1935 - Barbus arcislongae Keilhack, 1908 - Barbus argenteus Günther, 1868 - Barbus aspilus Boulenger, 1907 - Barbus atakorensis Daget, 1957 - Barbus atkinsoni R. G. Bailey, 1969 - Barbus atromaculatus Nichols & Griscom, 1917 - Barbus bagbwensis Norman, 1932 - Barbus balcanicus Kotlík, Tsigenopoulos, Ráb & Berrebi, 2002 - Barbus barbulus Heckel, 1847 - Barbus barbus (Linnaeus, 1758) - Barbus barnardi Jubb, 1965 - Barbus barotseensis Pellegrin, 1920 - Barbus baudoni Boulenger, 1918 - Barbus bawkuensis A. J. Hopson, 1965 - Barbus bergi Chichkoff, 1935 - Barbus bifrenatus Fowler, 1935 - Barbus bigornei Lévêque, Teugels & Thys van den Audenaerde, 1988 - Barbus boboi L. P. Schultz, 1942 - Barbus borysthenicus Dybowski, 1862 - Barbus bourdariei Pellegrin, 1928 - Barbus brachygramma Boulenger, 1915 - Barbus brazzai Pellegrin, 1901 - Barbus breviceps Trewavas, 1936 - Barbus brevidorsalis Boulenger, 1915 - Barbus brevilateralis Poll, 1967 - Barbus brevipinnis Jubb, 1966 - Barbus brichardi Poll & J. G. Lambert, 1959 - Barbus bynni (Forsskål, 1775) - Barbus bynni bynni (Forsskål, 1775) - Barbus bynni occidentalis Boulenger, 1911 - Barbus bynni waldroni Norman, 1935 - Barbus cadenati Daget, 1962 - Barbus calidus Barnard, 1938 - Barbus callensis Valenciennes, 1842 - Barbus callipterus Boulenger, 1907 - Barbus camptacanthus (Bleeker, 1863) - Barbus candens Nichols & Griscom, 1917 - Barbus caninus Bonaparte, 1839 - Barbus carcharhinoides Stiassny, 1991 - Barbus carens Boulenger, 1912 - Barbus carottae (Bianco, 1998) - Barbus carpathicus Kotlík, Tsigenopoulos, Ráb & Berrebi, 2002 - Barbus castrasibutum Fowler, 1936 - Barbus catenarius Poll & J. G. Lambert, 1959 - Barbus caudosignatus Poll, 1967 - Barbus cercops Whitehead, 1960 - Barbus chicapaensis Poll, 1967 - Barbus chiumbeensis Pellegrin, 1936 - Barbus chlorotaenia Boulenger, 1911 - Barbus choloensis Norman, 1925 - Barbus ciscaucasicus Kessler, 1877 - Barbus citrinus Boulenger, 1920 - Barbus claudinae De Vos & Thys van den Audenaerde, 1990 - Barbus clauseni Thys van den Audenaerde, 1976 - Barbus collarti Poll, 1945 - Barbus condei Mahnert & Géry, 1982 - Barbus cyclolepis Heckel, 1837 - Barbus dartevellei Poll, 1945 - Barbus deguidei Matthes, 1964 - Barbus deserti Pellegrin, 1909 - Barbus devosi Banyankimbona, Vreven & Snoeks, 2012 - Barbus dialonensis Daget, 1962 - Barbus diamouanganai Teugels & Mamonekene, 1992 - Barbus ditinensis Daget, 1962 - Barbus dorsolineatus Trewavas, 1936 - Barbus eburneensis Poll, 1941 - Barbus elephantis Boulenger, 1907 - Barbus ensis Boulenger, 1910 - Barbus ercisianus M. S. Karaman (sr), 1971 - Barbus erubescens P. H. Skelton, 1974 - Barbus erythrozonus Poll & J. G. Lambert, 1959 - Barbus ethiopicus Zolezzi, 1939 - Barbus euboicus Stephanidis, 1950 - Barbus eurystomus Keilhack, 1908 - Barbus eutaenia Boulenger, 1904 - Barbus evansi Fowler, 1930 - Barbus fasciolatus Günther, 1868 - Barbus fasolt Pappenheim, 1914 - Barbus foutensis Lévêque, Teugels & Thys van den Audenaerde, 1988 - Barbus fritschii Günther, 1874 | - Barbus gananensis Vinciguerra, 1895 - Barbus gestetneri Banister & R. G. Bailey, 1979 - Barbus girardi Boulenger, 1910 - Barbus goktschaicus Kessler, 1877 - Barbus greenwoodi Poll, 1967 - Barbus gruveli Pellegrin, 1911 - Barbus grypus Heckel, 1843 - Barbus guildi Loiselle, 1973 - Barbus guineensis Pellegrin, 1913 - Barbus guirali Thominot, 1886 - Barbus gulielmi Boulenger, 1910 - Barbus gurneyi Günther, 1868 - Barbus haasi Mertens, 1925 barbel) - Barbus haasianus L. R. David, 1936 - Barbus harterti Günther, 1901 - Barbus holotaenia Boulenger, 1904 - Barbus hospes Barnard, 1938 - Barbus huguenyi Bigorne & Lévêque, 1993 - Barbus huloti Banister, 1976 - Barbus hulstaerti Poll, 1945 - Barbus humeralis Boulenger, 1902 - Barbus humilis Boulenger, 1902 - Barbus humphri Banister, 1976 - Barbus inaequalis Lévêque, Teugels & Thys van den Audenaerde, 1988 - Barbus innocens Pfeffer, 1896 - Barbus iturii Holly, 1929 - Barbus jacksoni Günther, 1889 - Barbus jae Boulenger, 1903 - Barbus janssensi Poll, 1976 - Barbus jubbi Poll, 1967 - Barbus kamolondoensis Poll, 1938 - Barbus kerstenii W. K. H. Peters, 1868 - Barbus kessleri (Steindachner, 1866) - Barbus kissiensis Daget, 1954 - Barbus kubanicus L. S. Berg, 1913 - Barbus kuiluensis Pellegrin, 1930 - Barbus lacerta Heckel, 1843 - Barbus lagensis (Günther, 1868) - Barbus lamani Lönnberg & Rendahl (de), 1920 - Barbus laticeps Pfeffer, 1889 - Barbus lauzannei Lévêque & Paugy, 1982 - Barbus leonensis Boulenger, 1915 - Barbus leptopogon G. H. W. Schimper, 1834 - Barbus liberiensis Steindachner, 1894 - Barbus lineomaculatus Boulenger, 1903 - Barbus longiceps Valenciennes, 1842 - Barbus longifilis Pellegrin, 1935 - Barbus lornae Ricardo-Bertram, 1943 - Barbus lorteti Sauvage, 1882 - Barbus loveridgii Boulenger, 1916 - Barbus luapulae Fowler, 1958 - Barbus lufukiensis Boulenger, 1917 - Barbus luikae Ricardo, 1939 - Barbus lujae Boulenger, 1913 - Barbus lukindae Boulenger, 1915 - Barbus lukusiensis L. R. David & Poll, 1937 - Barbus luluae Fowler, 1930 - Barbus macedonicus S. L. Karaman, 1928 - Barbus machadoi Poll, 1967 - Barbus macinensis Daget, 1954 - Barbus macroceps Fowler, 1936 - Barbus macrolepis Pfeffer, 1889 - Barbus macrops Boulenger, 1911 - Barbus macrotaenia Worthington, 1933 - Barbus magdalenae Boulenger, 1906 (Bunjako barb) - Barbus manicensis Pellegrin, 1919 - Barbus mariae Holly, 1929 - Barbus marmoratus L. R. David & Poll, 1937 - Barbus martorelli Román, 1971 - Barbus matthesi Poll & J. P. Gosse, 1963 - Barbus mattozi A. R. P. Guimarães, 1884 - Barbus mawambi Pappenheim, 1914 - Barbus mawambiensis Steindachner, 1911 - Barbus mediosquamatus Poll, 1967 - Barbus melanotaenia Stiassny, 1991 - Barbus meridionalis A. Risso, 1827 - †Barbus microbarbis L. R. David & Poll, 1937 - Barbus microterolepis Boulenger, 1902 - Barbus mimus Boulenger, 1912 - Barbus miolepis Boulenger, 1902 - Barbus mirabilis Pappenheim, 1914 - Barbus mocoensis Trewavas, 1936 - Barbus mohasicus Pappenheim, 1914 - Barbus motebensis Steindachner, 1894 - Barbus multilineatus Worthington, 1933 - Barbus musumbi Boulenger, 1910 - Barbus myersi Poll, 1939 - Barbus nanningsi (de Beaufort, 1933) - Barbus nasus Günther, 1874 - Barbus neefi Greenwood, 1962 - Barbus neglectus Boulenger, 1903 - Barbus neumayeri J. G. Fischer, 1884 - Barbus nigeriensis Boulenger, 1903 - Barbus nigrifilis Nichols, 1928 - Barbus nigroluteus Pellegrin, 1930 - Barbus niluferensis Turan, Kottelat & Ekmekçi, 2009 - Barbus niokoloensis Daget, 1959 - Barbus nounensis Van den Bergh & Teugels, 1998 - Barbus nyanzae Whitehead, 1960 - Barbus okae (Fowler, 1949) - Barbus oligogrammus L. R. David, 1937 - Barbus oligolepis Battalgil, 1941 - Barbus olivaceus Seegers, 1996 - Barbus owenae Ricardo-Bertram, 1943 - Barbus oxyrhynchus Pfeffer, 1889 - Barbus pagenstecheri J. G. Fischer, 1884 - Barbus pallidus A. Smith, 1841 - Barbus paludinosus W. K. H. Peters, 1852 - Barbus papilio Banister & R. G. Bailey, 1979 - Barbus parablabes Daget, 1957 - Barbus parajae Van den Bergh& Teugels, 1998 | - Barbus parawaldroni Lévêque, Thys van den Audenaerde & Traoré, 1987 - Barbus paucisquamatus Pellegrin, 1935 - Barbus pellegrini Poll, 1939 - Barbus peloponnesius Valenciennes, 1842 - Barbus pergamonensis M. S. Karaman (sr), 1971 - Barbus perince Rüppell, 1835 - Barbus petchkovskyi Poll, 1967 - Barbus petenyi Heckel, 1852 - Barbus petitjeani Daget, 1962 - Barbus platyrhinus Boulenger, 1900 - Barbus plebejus Bonaparte, 1839 - Barbus pleurogramma Boulenger, 1902 - Barbus pobeguini Pellegrin, 1911 - Barbus poechii Steindachner, 1911 - Barbus prespensis S. L. Karaman, 1924 - Barbus prionacanthus Mahnert & Géry, 1982 - Barbus profundus Greenwood, 1970 - Barbus pseudotoppini Seegers, 1996 - Barbus pumilus Boulenger, 1901 - Barbus punctitaeniatus Daget, 1954 - Barbus pygmaeus Poll & J. P. Gosse, 1963 - Barbus quadrilineatus L. R. David, 1937 - Barbus quadripunctatus Pfeffer, 1896 - Barbus radiatus W. K. H. Peters, 1853 - Barbus raimbaulti Daget, 1962 - Barbus rebeli Koller, 1926 - Barbus reinii Günther, 1874 - Barbus rhinophorus Boulenger, 1910 - Barbus rohani Pellegrin, 1921 - Barbus rosae Boulenger, 1910 - Barbus roussellei Ladiges & Voelker, 1961 - Barbus rouxi Daget, 1961 - Barbus ruasae Pappenheim, 1914 - Barbus rubrostigma Poll & J. G. Lambert, 1964 - Barbus sacratus Daget, 1963 - Barbus salessei Pellegrin, 1908 - Barbus sensitivus T. R. Roberts, 2010 - Barbus serengetiensis Farm, 2000 - Barbus serra W. K. H. Peters, 1864 - Barbus sexradiatus Boulenger, 1911 - Barbus seymouri Tweddle & P. H. Skelton, 2008 - Barbus somereni Boulenger, 1911 - Barbus sperchiensis Stephanidis, 1950 - Barbus stanleyi Poll & J. P. Gosse, 1974 - Barbus stappersii Boulenger, 1915 - Barbus stauchi Daget, 1967 - Barbus stigmasemion Fowler, 1936 - Barbus stigmatopygus Boulenger, 1903 - Barbus strumicae S. L. Karaman, 1955 - Barbus subinensis A. J. Hopson, 1965 - Barbus sublimus Coad & Najafpour, 1997 - Barbus sublineatus Daget, 1954 - Barbus subquincunciatus Günther, 1868 - Barbus sylvaticus Loiselle & Welcomme, 1971 - Barbus syntrechalepis (Fowler, 1949) - Barbus taeniopleura Boulenger, 1917 - Barbus taeniurus Boulenger, 1903 - Barbus tanapelagius Graaf, Dejen, Sibbing & Osse, 2000 - Barbus tauricus Kessler, 1877 - Barbus tegulifer Fowler, 1936 - Barbus tetraspilus Pfeffer, 1896 - Barbus tetrastigma Boulenger, 1913 - Barbus teugelsi Bamba, Vreven & Snoeks, 2011 - Barbus thamalakanensis Fowler, 1935 - Barbus thessalus Stephanidis, 1971 - Barbus thysi Trewavas, 1974 - Barbus tiekoroi Lévêque, Teugels & Thys van den Audenaerde, 1987 - Barbus tomiensis Fowler, 1936 - Barbus tongaensis Rendahl (de), 1935 - Barbus toppini Boulenger, 1916 - Barbus trachypterus Boulenger, 1915 - Barbus traorei Lévêque, Teugels & Thys van den Audenaerde, 1987 - Barbus treurensis Groenewald, 1958 - Barbus trevelyani Günther, 1877 - Barbus trimaculatus W. K. H. Peters, 1852 - Barbus trinotatus Fowler, 1936 - Barbus trispiloides Lévêque, Teugels & Thys van den Audenaerde, 1987 - Barbus trispilomimus Boulenger, 1907 - Barbus trispilopleura Boulenger, 1902 - Barbus trispilos (Bleeker, 1863) - Barbus tropidolepis Boulenger, 1900 - Barbus turkanae A. J. Hopson & J. Hopson, 1982 - Barbus tyberinus Bonaparte, 1839 - Barbus unitaeniatus Günther, 1866 - Barbus urostigma Boulenger, 1917 - Barbus urotaenia Boulenger, 1913 - Barbus usambarae Lönnberg, 1907 - Barbus vanderysti Poll, 1945 - Barbus venustus R. G. Bailey, 1980 - Barbus viktorianus Lohberger, 1929 - Barbus viviparus M. C. W. Weber, 1897 - Barbus waleckii Rolik, 1970 - Barbus walkeri Boulenger, 1904 - Barbus wellmani Boulenger, 1911 - Barbus wurtzi Pellegrin, 1908 - Barbus yeiensis Johnsen, 1926 - Barbus yongei Whitehead, 1960 - Barbus zalbiensis Blache & Miton, 1960 - Barbus zanzibaricus W. K. H. Peters, 1868 - Barbus sp. 'Banhine' - Barbus sp. 'Baringo' - Barbus sp. 'Chimanimani' - Barbus sp. 'Kabompo River' - Barbus sp. 'Nzoia' - Barbus sp. 'Nzoia 2' - Barbus sp. 'Pangani' - Barbus sp. 'Waterberg' |